# Göte Nyman-Egbert
Göte Peter Nyman-Egbert, född 12 april 1879 i Göteborg, död 7 september 1957 på Sörö, var en svensk tecknare, grafiker och arkitekt.
Han var gift med Lovisa Smerling. Nyman-Egbert inledde sina konststudier 1907 i Sverige men avbröt dessa för att i stället studera i Florens, München och Paris. Han var huvudsakligen verksam utomlands och var under flera år bosatt i München där han även ställde ut sin konst. Han debuterade för den svenska publiken 1915 med en utställning på Nya konstgalleriet i Stockholm. Hans konst består av genrebilder, krigsbilder, skeppsbrottsbilder och groteska figurstudier. Nyman-Egbert finns representerad vid Nationalmuseum och Kungliga biblioteket i Stockholm.   